# ديغو ميندوزا
ديغو ميندوزا (بالإسبانية: Diego Mendoza)‏ (30 سبتمبر 1993 في الأرجنتين - ) هو لاعب كرة قدم أرجنتيني في مركز الهجوم. لعب مع إستوديانتيس دي لا بلاتا ونويفا شيكاجو وهوراكان وClub Atlético Villa San Carlos ‏.

## روابط خارجية
- ديغو ميندوزا على موقع قاعدة بيانات كرة القدم.إي يو (الإنجليزية)
- ديغو ميندوزا على موقع Soccerway.com (الإنجليزية)
- ديغو ميندوزا على موقع AS.com (الإسبانية)